# 森久保安美
森久保安美（もりくぼ　やすみ、男性、1924年11月18日 - 2012年3月6日）は、日本の国語教育学者。産業能率大学名誉教授。

## 略歴
神奈川県藤野町（現相模原市）生まれ。1944年神奈川師範学校卒、玉川学園中学部教諭、川崎市教育委員会に入り、理事、川崎市教育研究所長、産業能率大学教授、名誉教授。

## 著書
- 『国語教育十二か月 教材の創造と指導のくふう』新光閣書店 1968
- 『国語の授業 4 複数教材による授業改善』国土社 1978
- 『作文指導の領域と方法 子どもの声にこたえる実践入門』新光閣書店 作文教育新講 1979
- 『子どもを伸ばす作文の見方』明治図書出版 明治図書選書 1980
- 『五年生の話し方』あすなろ書房 小学生・話し方教室 1982
- 『書く力を育てる国語教室 作文指導改善の視点』教育出版センター 国語教育叢書 1984
- 『ことばに力を』第一法規出版 甦る教育 1987
- 『作文指導の原理と方法』学習研究社 作文教育の実践指導 1993
- 『聞く力を育て生かす国語教室』明治図書出版 国語科授業改革双書 1996
- 『話しことば教育の実際 国語教室に魅力を』東洋館出版社 1997
- 『小さな言葉の大きな力』東洋館出版社 1999

### 編著
- 『小学校国語科の授業計画 4年』倉沢栄吉監修  編 国土社 1970
- 『話しことばを磨く実践』編著 明治図書出版 話しことば教育の復興 1989
- 『話しことばが育つ学級』編著 明治図書出版 話しことば教育の復興 1989
- 『話しことば教育のプログラム』編著 明治図書出版 話しことば教育の復興 1989
- 『作文教育の実践指導』全12巻　倉澤栄吉共責任編集 学習研究社 1993

## 論文
- Cinii